# Грийн Ривър (приток на Колорадо)
Грийн Ривър (на английски: Green River) е река в западната част на САЩ, в щатите Уайоминг, Колорадо и Юта, десен (най-голям) приток на Колорадо. Дължината ѝ е 1175 km, а площта на водосборния басейн – 124 578 km².

## Извор, течение, устие
Река Грийн Ривър води началото си на 3492 m н.в., от западния склон на хребета Уинд Ривър в Скалистите планини, в окръг Съблед, в западната част на щата Уайоминг. По цялото си протежение тече основно в южна посока, предимно в дълбоки планински дефилета и по-рядко в по-широка долина. В горното си течение протича между хребетите Уинд Ривър на изток и Уайоминг на запад. След това преминава през язовира „Фортенел“ и след изтичането си от него на протежение повече от 120 km тече по широка междупланинска котловина, където получава притоците си Биг Санди Ривър и Блек Форк. След напускането на котловината протича през големия язовир „Флеминг Гордж“, навлиза на територията на щата Юта, а при изтичането си от язовира рязко завива на изток. Тук реката заобикаля от изток планината Юинта, като образува каньона Лодор, разположен в крайния северозападен ъгъл на щата Колорадо и отново се завръща в щата Юта, като преминава през поредния каньон Уирпул. След това на протежение от 192 km образува величествените каньони Десолейшън и Грей. След излизането си от последния продължава в южна посока и след още около 150 km се влива отдясно в река Колорадо, на 1184 m н.в., в югоизточната част на щата Юта.
В горното си течение ширината на речното корито на Грийн Ривър е от 30 до 100 m, в долното течение – до 460 m, а дълбочината ѝ варира от 1 до 15 m.

## Водосборен басейн, притоци
Водосборният басейн на река Грийн Ривър обхваща площ от 124 578 km² и на северозапад граничи с водосборния басейн на река Колумбия, а на североизток – с водосборния басейн на река Мисисипи. На югоизток граничи с водосборните басейни на малки десни притоци на река Колорадо, а на запад – с водосборните басейни на реките Беър Ривър, Вебер, Севиър и други по-малки, вливащи се в безотточните езера Голямо солено езеро, Юта и Севиър. Основни притоци: леви – Ню Форк Ривър (110 km), Биг Санди Ривър (227 km), Ямпа (400 km), Уайт Ривър (314 km); десни – Блек Форк (282 km), Дучесне (185 km), Прайс Ривър (220 km).

## Хидрография, стопанско значение, селища
Река Грийн Ривър има предимно снежно подхранване с ясно изразено пълноводие през пролетта и лятото. Средният годишен отток в долното ѝ течение (при град Грийн Ривър в щата Юта) е 173,3 m³/s, минималният – 11 m³/s, максималният – 1930 m³/s. По течението ѝ са изградени два язовира – „Фортенел“ и „Флеминг Гордж“, които регулират оттока на реката през годината и водите им се използват за водоснабдяване и производство на електроенергия. Долината на реката е слабо населена, като най-големите селища са градовете Грийн Ривър (в Уайоминг) и Върнал (в Юта).